# Tatera indica
Tatera indica — монотиповий вид роду Tatera підродини Піщанкові (Gerbillinae).

## Опис
Довжина голови і тіла від 150 до 210 мм, довжина хвоста між 160 і 220 мм, довжина стопи між 40 і 50 мм, довжина вух між 25 і 30 мм і вага до 190 г. Верх від піщаного до палевого кольору. Низ білий. Є чітка розмежувальна лінія між забарвленнями низу й верху тіла. Є білі плями вище і позаду кожного ока, за вухами і на всю верхню губу. Вуха помірної пропорції, круглі і вкриті тонкими волосками. Підошви ніг голі. Очі дуже великі. Хвіст довший голови і тіла, коричневий і прагне стати чорнуватим до кінця, де закінчується пучком довгого чорного волосся. Самиці мають дві пари грудних і 2 пари пахових молочних залоз. Зубна формула: 1/1, 0/0, 0/0, 3/3 = 16. Каріотип : 2n=68 FN=82-84-86.

## Поширення
Країни проживання: Афганістан, Індія, Іран, Ірак, Кувейт, Непал, Пакистан, Шрі-Ланка, Сирія, Туреччина. Проживає на висотах від рівня моря до 2000 м. Цей вид зустрічається в діапазоні сухих або посушливих місць проживання: в сухих листяних лісах, чагарниках, луках, кам'янистих ділянках, жарких пустелях, посушливих і напівпосушливих регіонах і необроблених областях.

## Звички
Веде нічний спосіб життя і знаходить притулок в норах в денний час. Їсть кореневища, насіння трав, зерно, листя, квіти, комах і равликів.
Самиці народжують 1—9 дитинчат після періоду вагітності 26—30 днів. У середньому, самиця може народити до 18 дитинчат на рік. У дітей відкриваються очі після 14 днів і віднімають від грудей після 21—30 днів. Вони досягають статевої зрілості через 10—16 тижнів. Тривалість життя в неволі становить 7 років.

## Загрози та охорона
Немає серйозних загроз для цього виду. Живе в численних охоронних територіях.